# Assistant des hôpitaux
 (avril 2012).
Ne doit pas être confondu avec Médecin assistant.
Le statut d'Assistant des Hôpitaux est un titre français de praticien non titulaire hospitalier (sans fonction universitaire soit mono-appartenant hospitalier).
L'activité des assistants des hôpitaux (AH) est uniquement dédiée aux actes de soins (médecins) ou aux actes pharmaceutiques (pharmacien) et biologiques (médecin/pharmacien) en établissements publics de santé. 
Cette activité se différencie ainsi de celles des Assistants hospitaliers universitaires (AHU) et des Chefs de clinique des universités-assistant des hôpitaux (CCA), inscrites dans une logique conjointe d'activités universitaires et hospitalières. Au sein des Assistants des Hôpitaux, la loi distingue les assistants spécialistes, titulaires d'un Diplôme d'Études Spécialisées obtenu à l'issue d'un internat, et les assistants généralistes, qui n'ont pas passé ou n’ont pas été reçus au concours de l’internat.
Le statut d'assistant des hôpitaux a été créé en 1987 via le décret no 87-788 du 28 septembre 1987 et désormais défini par les articles R6152-501 et suivants du Code de la Santé publique (partie réglementaire). En 1987, le recrutement des assistants était alors réservé aux centres hospitaliers généraux (CH) non CHU pour répondre à un besoin de personnels médicaux. 
Dans son versant médical (hors pharmacie), la reconnaissance de la médecine générale comme une spécialité à part entière par la création du DES de médecine générale et la mise en place des épreuves classantes nationales (ECN) supprimant le concours de l’internat en 2004 ont fait disparaître de facto la distinction entre assistants spécialistes et assistants généralistes. Ainsi ne sont recrutés aujourd’hui que des assistants spécialistes des hôpitaux, postes ouverts aux médecins généralistes, même si quelques assistants généralistes sont encore en activité.  
Pour porter le titre d'ancien assistant spécialiste des hôpitaux ou d'ancien assistant généraliste des hôpitaux, il est nécessaire de justifier de 2 années de fonctions effectives respectivement en l'une ou l'autre de ces qualités (Article R.6152-537). Les dispositions statutaires des AH précisent très explicitement que sont comptabilisés dans la notion de « 2 années effectives » : les congés annuels, les congés accordés au titre de la RTT (Article R.6152-519), le congés sans rémunération (Article R.6152-517) et le congé de formation (Article R.6152-518). À ce titre, tout contrat d'assistant « interrompu » par un congé maternité invalide le titre d'ancien assistant.
En terme d'indemnités de fin de contrat, les assistants des hôpitaux dont le statut est fixé par le code de la santé publique peuvent être considérés comme des agents de « droit public » sous contrat et peuvent bénéficier à ce titre de l'assurance chômage dans les mêmes conditions que les agents du secteur privé. Ainsi, à l'issue d'un contrat d'assistant, une allocation d'Aide de Retour à l'Emploi (ARE) ou indemnité chômage (Assurance chômage en France) est effectivement attribuable s'il s'agit bien d'un cas de perte involontaire d'emploi.